# Brestovec (Myjava)
Brestovec es un municipio situado en el distrito de Myjava, en la región de Trenčín, Eslovaquia. Tiene una población estimada, en septiembre de 2023, de 982 habitantes.
Está ubicado al oeste de la región, cerca del río Myjava (afluente del río Morava, cuenca hidrográfica del Danubio) y de la frontera con la región de Trnava y la República Checa.

## Demografía
| Año        | 1994 | 2004    | 2014    | 2024    |
| ---------- | ---- | ------- | ------- | ------- |
| Población  | 1031 | 970     | 945     | 962     |
| Diferencia |      | −5,91 % | −2,57 % | +1,79 % |

| Año        | 2023 | 2024    |
| ---------- | ---- | ------- |
| Población  | 974  | 962     |
| Diferencia |      | −1,23 % |